# Revista Jurídica de Buenos Aires
La Revista Jurídica de Buenos Aires es una publicación periódica del departamento de publicaciones de la Facultad de Derecho de la Universidad de Buenos Aires. Se comenzó a publicar en 1957.
Su contenido se basa en artículos originales de doctrina, ensayos, documentos de interés, comentarios a fallos y reseñas bibliográficas. Las últimas ediciones se han organizado bajo un criterio temático, desarrollando problemas específicos a partir de enfoques jurídicos plurales.